# Gila crassicauda
Gila crassicauda är en fiskart som först beskrevs av Baird och Girard, 1854.  Gila crassicauda ingår i släktet Gila och familjen karpfiskar. IUCN kategoriserar arten globalt som utdöd. Inga underarter finns listade i Catalogue of Life.